# Bellojín
Bellojín es una localidad del concejo de Villamaderne-Bellojín, que está situado en el municipio de Valdegovía, en la provincia de Álava, País Vasco (España).

## Geografía
Ubicado sobre una terraza gozando de espléndidas y amplias panorámicas del pintoresco paisaje que desde este balcón natural se atisban.

## Historia
Algunos historiadores piensan que pudo ser la antigua Belegia Alabense, citada en la Crónica Sebastianense como una de las civitates en manos musulmanas que el rey astur Alfonso I atacó en una serie de campañas militares llevándose a sus pobladores cristianos a Asturias. 
Una mención ya inequívoca de esta localidad aparece en siglo XIII en un documento de demarcación del obispado de Calahorra realizada durante el mandato del obispo Jerónimo Aznar. En ese documento de 1257 aparece mencionado como Villusín. Otros nombres que recibió la localidad son Billoxin (1722) y Villogin (1742).
Durante el Antiguo Régimen fue una villa, que por sí sola formaba una de las hermandades de la provincia de Álava. En 1841, con la creación de los municipios constitucionales, Bellojín se integró en un municipio de nueva creación con la vecina localidad de Villanañe, que había pertenecido hasta entonces a la hermandad de Valdegovía. Hacia mediados del siglo XIX, el lugar tenía contabilizada una población de diecinueve habitantes. Aparece descrito en el cuarto volumen del Diccionario geográfico-estadístico-histórico de España y sus posesiones de Ultramar de Pascual Madoz con las siguientes palabras:

BELLOGIN: l. en la prov. de Alava (5 1/2 leg. á Vitoria,) part. jud. de Añana (casi 1), aud. terr. de Burgos (15 1/2), c. g. de las prov. Vascongadas, dióc. de Calahorra (20): ayunt. de Villanañe (3/4): sit. sobre una altrua, desde la cual se descubre mucho terreno; le combaten todos los aires menos el del N.: el clima es sano. Tiene 7 casas; y una parr. (S. Cornelio), servida por un beneficiado. Confina el termino N. Guinea (3/4 leg.): E. Atiega; S. Tuesta, y O. Villamaderne (todos tres 1/4). Dentro del mismo hay alguna fuente, cuyas buenas aguas utilizan los habit. para beber y otros objetos. El terreno es desigual y montuoso pero de buena calidad, comprende hácia el NO. bastantes cerros donde se crian encinas, bojes, y robles muy corpulentos, habiendo uno de estos de tan estraordinario volúmen, que apenas pueden abarcarle diez hombres; tambien se encuentran arbustos y esquisitas yerbas de pasto. Cruza el térm. el camino carretil que dirige á Vitoria: los demas son locales. El correo se recibe de Espejo por balijero. prod.: trigo, cebada, avena, bellota, legumbres y poca hortaliza; se cria ganado vacuno, mular, de lana y cabrio; y hay caza de varias clases. pobl. 6 vec., 19 alm. riqueza y contr. (V. Alava intendencia).
(Madoz, 1846, pp. 153-154)

A comienzos del siglo XX, contaba con una población de 29 habitantes. Aparece descrito de la siguiente manera en el tomo de la Geografía general del País Vasco-Navarro dedicado a Álava y escrito por Vicente Vera y López:

Bellojín.—Villa distante [de Villanañe] 4,950 metros, situada en la carretera á Bilbao. Cuenta con 15 casas y está poblada por 29 almas de hecho y 27 de derecho. Limita, al N., con el pico de Ovedo; al E., con Atiega; al O., con Villanañe, y al S., con Villamaderne. No tiene parroquia ni escuela pública, dependiendo para ambas casas de Villanañe. Le pertenece el aprovechamiento del monte comunal Hoyo de Pilostones. Antes formaba esta villa por sí sola hermandad de la cuadrilla de Vitoria y estaba representada en los congresos de la provincia por el procurador general de Vitoria. Cerca de la villa está la venta del Monte.
(Vera y López, 1915-1921, p. 627)

De cara al censo de 1930, el municipio de Villanañe se extinguió y el término de Bellojín pasó a formar parte del de Valdegovía.

## Demografía
En 2023, la entidad singular de población tenía empadronados 33 habitantes y el núcleo de población, veintidós.
| Gráfica de evolución demográfica de Bellojín entre 2000 y 2017 |
|                                                                |
| Población de derecho según los censos de población del INE.    |

## Monumentos
- La iglesia de San Cornelio y San Cipriano,[7][2][8] románica, recientemente restaurada. Ábside semicircular, canecillos tallados con motivos zoomorfos y antropomorfos; torre a los pies del templo, con el cuerpo superior ocupado por las campanas, que ensalza la silueta del templo.